# Werner Elert

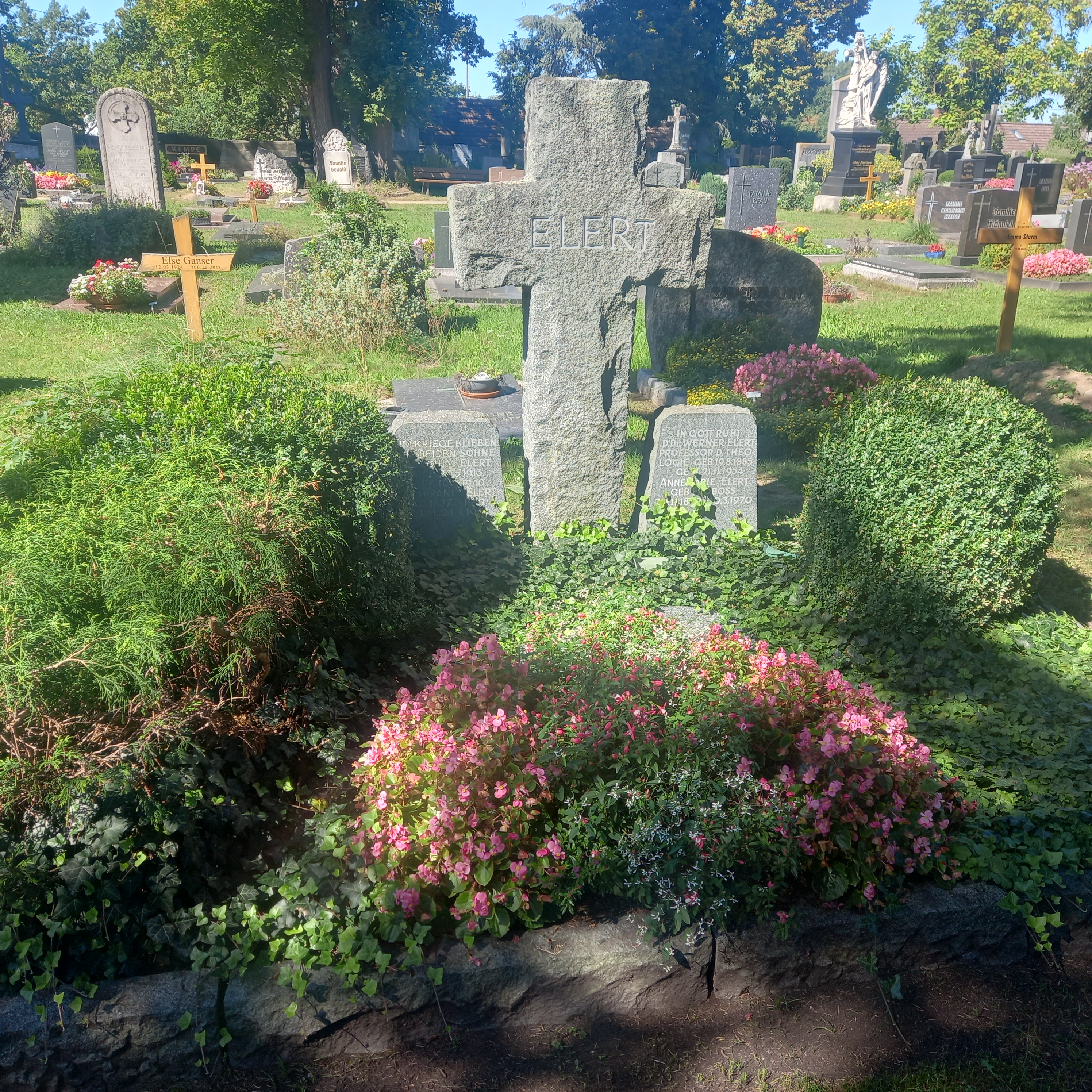
Das Grab von Werner Elert und seiner Ehefrau Annemarie geborene Froböß auf dem Neustädter Friedhof in Erlangen

Werner Elert (* 19. August 1885 in Heldrungen; † 21. November 1954 in Erlangen) war ein deutscher evangelisch-lutherischer Theologe.

## Leben

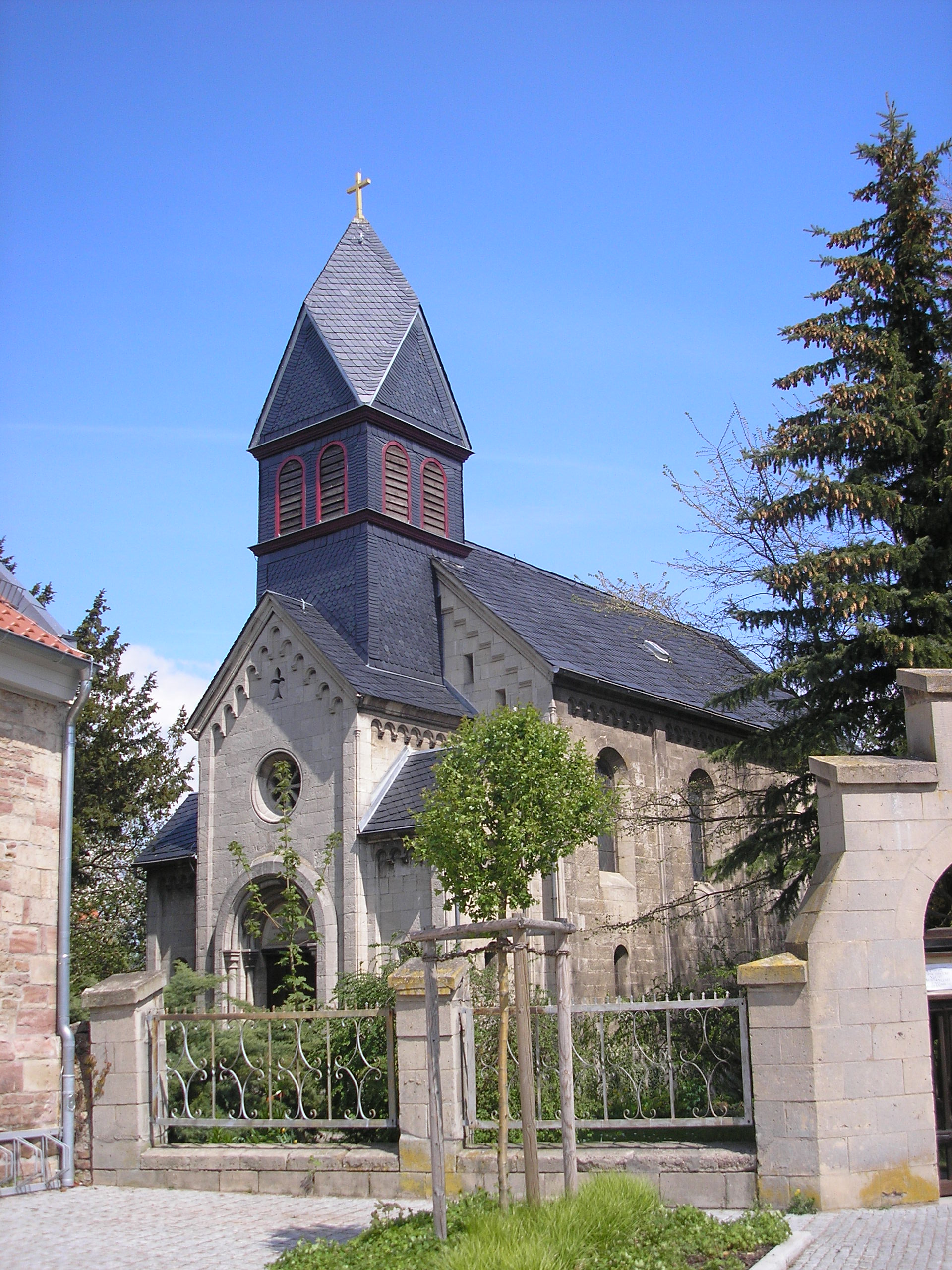
Elert wurde in der Golgatha-Kirche in Heldrungen getauft.

Werner Elert war der Sohn des Kaufmanns August Elert, wurde in der preußischen Provinz Sachsen geboren und wuchs in Norddeutschland auf. Seine Großeltern waren Bauern. Nach dem Besuch des Gymnasiums in Harburg und des Gymnasiums in Husum studierte er Theologie, Philosophie, Geschichte, deutsche Literaturgeschichte, Psychologie und Rechtswissenschaft in Breslau, Erlangen und Leipzig. Er wurde in Erlangen zunächst in Philosophie, dann auch in Theologie promoviert. Während seiner Zeit in Erlangen und Leipzig wurde er Mitglied der dortigen Evangelisch-lutherischen Studentenvereine Philadelphia im Leuchtenburg-Verband (LV).
Nach einer kurzen Zeit als Hauslehrer im Baltikum (Livland) war er von 1912 bis 1919 Pastor in der evangelisch-lutherischen (altlutherischen) Parochie Seefeld (altlutherische Diözese Pommern), zu der neben Seefeld auch die Ortschaften Kolberg und Zuchen gehörten. Den Ersten Weltkrieg erlebte er als Feldprediger an verschiedenen Fronten.
1919 wurde Elert Direktor des altlutherischen theologischen Seminars in Breslau. 1923 erfolgte die Berufung auf den Lehrstuhl für Kirchengeschichte der Friedrich-Alexander-Universität Erlangen. Seit 1932 vertrat er die Systematischen Theologie. Im akademischen Jahr 1926/27 war er Rektor der Universität, 1928/29 und von 1935 bis 1943 Dekan der Theologischen Fakultät.
1933 trat er dem NSLB, dem der Parteigliederung der NSDAP angeschlossener Lehrerverband bei.
1953 wurde Elert emeritiert. Er starb während des darauffolgenden Jahres im 69. Lebensjahr überraschend an den Folgen einer Operation.
Werner Elert war verheiratet mit Annemarie Froböß (* 1892), einer Tochter des Breslauer Kirchenrates Georg Froböß. Sein Urenkel, Sönke Gerhold, ist Professor für Strafrecht, Strafprozessrecht, Medienstrafrecht und Strafvollzugsrecht an der Universität Bremen.
Sein ehemaliges Wohnhaus in Erlangen, Hindenburgstraße 44, ist heute als Theologisches Studienhaus „Werner-Elert-Heim“ im Besitz der Evangelisch-Lutherischen Kirche in Bayern.

## Werk

### Christentum und allgemeines Denken
Elerts Wirken fällt hauptsächlich in den Umbruch und Neuaufbruch der evangelischen Theologie nach dem Ersten Weltkrieg, durch den die liberale Theologie in eine Krise geraten war. Diese bestand darin, dass das Christentum nach den Erfahrungen des Krieges und dem Zusammenbruch der alten Ordnung nicht mehr als Bestandteil der allgemeinen Kultur und Bildung verstanden werden konnte. Vielmehr musste menschliche Kultur und Bildung als unzureichend und unter Gottes Gericht stehend begriffen werden, die christliche Botschaft demgemäß als Diastase gegenüber der allgemeinen Kultur.
Das Buch Der Kampf um das Christentum ist von der Grundauffassung bestimmt, dass, nachdem die Theologie des 19. Jahrhunderts um eine „Synthese“ mit der Umwelt bemüht war, nun die „Diastase“ bewusst gemacht werden müsse: „Theologie nicht als Appendix zur allgemeinen Geistesgeschichte, sondern als ihr selbständiges Gegenüber und Bezugspunkt“. Elerts Deutung der gegenwärtigen Kultur ist dabei stark von Oswald Spenglers Buch „Der Untergang des Abendlandes. Eine Morphologie der Weltgeschichte“ bestimmt, dessen Einfluss später auch in der „Morphologie des Luthertums“ bestimmend sein sollte. Stellt sich schon bei der Betrachtung der Theologiegeschichte des 19. Jahrhunderts heraus, „dass der Protestantismus überall da an den Rand des Untergangs geführt wurde, wo man ihn mit der nichtchristlichen Umwelt zu einer Synthese verschmelzen wollte“, so gilt das erst recht in der dekadenten Kultur der Gegenwart, die nach Spenglers Analyse aus dem „Untergang des Abendlandes“ schon im Stadium des Niedergangs begriffen ist:
„Kann man nach allem, was die Weltgeschichte lehrt, nicht zweifeln, dass auch für unsere Kultur einmal der letzte Tag kommt, so werden die Christen, die aus unserer Mitte dann übrig sind, gleich jenen Pilgervätern nichts anderes mit hinübernehmen in eine neue Welt als die Bibel unter dem Arm“.
„Dann gibt es in diesem Augenblick für diejenigen, die von der Christenheit zu ihren Wortführern bestellt sind, nur ein einziges großes Gebot: Das Christentum aus den Verschlingungen einer untergehenden Kultur zu lösen, damit es nicht mit in den Strudel hinabgerissen werde“.
Die Forderung nach einer „Diastase“ des Christentums zum allgemeinen Denken wird sich auch in späteren Arbeiten Elerts auswirken, so wenn er in der „Morphologie des Luthertums“ von einer konfessionellen „Dynamis“ des Luthertums ausgeht, „die als strukturelle Grundgegebenheit den historischen Veränderungen selbst vorgegeben ist“, bzw. wenn er in seinen dogmengeschichtlichen Arbeiten entgegen dem Ansatz von Harnack und anderen die Bezogenheit des altkirchlichen Dogmas auf das biblische Christusbild herausarbeitet, um so zu zeigen, dass im Dogma keine Verfremdung des ursprünglichen Evangeliums vorliegt, sondern eine notwendige überzeitliche Vorgabe des Glaubens.

### Zum theologischen Ansatz: Realdialektik von Gesetz und Evangelium
Kennzeichen der betont lutherisch-konfessionellen Theologie Elerts, den man den „Lutheranissimus“ unter den Theologen genannt hat, ist die (Real-)Dialektik von „Gesetz“ als dem richtenden Schuldspruch Gottes über den Menschen und „Evangelium“ als dem Freispruch in Christus:
„Die schroffe Antithetik der Verhältnisbestimmung von Gesetz und Evangelium, Deus absconditus und Deus revelatus, kann als Spezifikum der Theologie Elerts und als organisierendes Zentrum seiner Dogmatik und Ethik gelten“. Elerts Theologie ist somit von einer „Grundspannung“ geprägt. Gesetz und Evangelium sind keine abstrakten Lehren oder Botschaften, sondern Urteile Gottes, unter die sich der Mensch gestellt weiß. Die Spannung von Gesetz und Evangelium hat zwar Konsequenzen für Wissen und Tun des Menschen; es geht aber um ein „Pathos“, das in der Erfahrung der Sünde und der Erfahrung der Gnade besteht.
Die Erfahrung des Gesetzes schließt in sich das Erschrecken des Menschen vor dem Gott, dessen Ansprüchen er nicht gerecht werden kann, und den er so als vernichtend erlebt. Dieses „Urerlebnis“ beschreibt Elert wiederum in ähnlich eigenwilliger Form wie schon die Erfahrung der „Heimsuchung“ in dem oben zitierten Erlanger Vortrag:
„Aber über all dieser Vernünftigkeit der Welt und Verständlichkeit des Sollens fährt der Mensch plötzlich zusammen. Ihn packt das Grauen. Wovor? Mit einem Grauen fängt vielleicht jede Religion an. Aber hier ist es nicht ein bloßes Gefühl weltlichen Unbehagens, das Gefühl für die Unheimlichkeit, Rätselhaftigkeit, Irrationalität der Umwelt. Auch nicht die bloße Furcht vor der eigenen Unzulänglichkeit, vor Altern und Sterbenmüssen. Und auch nicht nur das Gefühl vom Unendlichen erdrückt zu werden. Es ist vielmehr das Grauen, das einer empfindet, wenn ihn in der Nacht plötzlich zwei dämonische Augen anstarren, die ihn zur Unbeweglichkeit lähmen und mit der Gewissheit erfüllen: es sind die Augen dessen, der dich in dieser Stunde töten wird. (…) Gott ist plötzlich aus einem Gegenstande des Nachdenkens, aus einem Paragraphen der Dogmatik, zu einer Person geworden, die mich persönlich anruft.“
In der Anrede im Gesetz ist Gott zwar gegenwärtig, aber als der verborgene Gott, der „Deus absconditus“. Gott offenbart sich zwar im Gesetz, sein Anliegen ist aber nicht, den Sünder tatsächlich zu vernichten, sondern ihn zum Glauben an das Evangelium zu bringen:
„Das Urerlebnis ist nicht nur das Gegenteil von dem, was er [=Gott] erreichen will. Es ist zugleich das Mittel dazu. Der Zweck, den er erreichen will, ist der Glaube, und was dieser empfängt: Vergebung der Sünden, Leben und Seligkeit. Diese Güter sollen von ihm empfangen werden. Deshalb bedürfen sie des Glaubens, und deshalb muss der Mensch in die Lage kommen, in der ihn das Urerlebnis vorfindet.“
An dieser Stelle wird also in abstrakterer Form das ausgedrückt, was Elert in dem oben zitierten Vortrag vor der Erlanger Studentengemeinde damit umschrieb, dass Christus in wunderlichen Verkleidungen zu uns kommt. Im Evangelium, der Botschaft vom Freispruch des Sünders auf Grund des stellvertretenden Opfers Christi, tritt Gott dagegen aus seiner Heimlichkeit heraus. Er wird – mit Luther gesagt – zum „Deus revelatus“, zu offenbaren Gott, an den sich der Glaube halten kann. „Aus der furchtbaren Verfinsterung, des ‚verborgenen Gottes‘, dessen Urteil nach dem ‚Gesetz‘ mich als Sünder vernichtet, tritt 'Gott selbst' hervor als Mensch in der Gestalt Jesu Christi (…), aus dem Gericht das Evangelium: ‚Ich lebe, und ihr sollt auch leben‘ (Joh 14,19 ) – ‚realdialektisch‘ verschränkt – diese allerengste und doch zugleich gewaltigste Engführung lutherischen Glaubens, das ist der erfahrungstheologische Kern von Elerts Theologie“.
Da der richtende Gott nach Elert auch im Schicksal erfahren wird, wie etwa seine Deutung der Kriegserlebnisse als „Heimsuchung“ zeigt, bewährt sich der Glaube darin, dass er in den Widrigkeiten des Lebens nicht verzweifelt, sondern sich im Wissen darum, dass hier der verborgene Gott begegnet, an das Evangelium hält und an die Begnadigung des Menschen in Christus appelliert. Dies bildet die höchste Form der dialektischen Gotteserfahrung; es geht darum, gegen Gott an Gott zu glauben. Elert beruft sich in diesem Zusammenhang auf Luthers Auslegung der Geschichte von Jakobs Kampf am Jabbok in Gen 32 :
Das ist der christliche Vorsehungsglaube. Er ist nicht die feige Ergebung in das, was kommen muss, sondern deren Überwindung. Er ist heroischer Glaube. Denn er ist Verzicht auf die letzte Rückversicherung. Er wagt es den zu bezwingen, der über alles verfügt. Er wagt es, weil Gott über alle Freiheit verfügt, auch über die, sich vom Glauben besiegen zu lassen. So hat Luther den einsamen Kampf des Mannes verstanden, der in der Nacht vor der Heimkehr von dem Unbekannten angegriffen wird. Er setzt der Drohung des Fremden den Glauben an die Verheißung entgegen: „Pereundum tibi erit, ruft der Fremde, Jakob, du must herhalten. Ad haec Jacob [=Dazu Jakob]: Nein, das wolt Gott nicht. Non peribo! [=Ich werde nicht zugrundegehen]. Ja und Nein ist da auf allerschärfst und heftigst aufeinander gangen (…)“.

### „Morphologie des Luthertums“
Elert war nicht nur profilierter Dogmatiker, sondern auch grundgelehrter historischer Theologe, wie seine „Morphologie des Luthertums“ zeigt, in der er eine Art Kulturgeschichte des Luthertums vorlegt. In dem zweibändigen Werk, das man bisweilen als sein „bedeutendstes“ ansieht, arbeitet er heraus, wie der geistige Kern, die „Dynamis“, des Luthertums, die er in der skizzierten dialektischen Gotteserfahrung in Gesetz und Evangelium ausmacht, in Weltanschauung und Soziallehren Ausdruck findet. Die dialektische Gotteserfahrung bezeichnet Elert als „evangelischen Ansatz“. Als Dynamis garantiert sie die Einheit des Luthertums als einer „Morphe“, d. h. einer „Gestalt“ im Sinne eines einheitlichen Lebensganzen.
Ansatz und Anlage der „Morphologie des Luthertums“ ist deutlich von Spenglers „Der Untergang des Abendlandes“ geprägt. Dafür steht die Verwendung des typisch spenglerschen Begriffs „Morphologie“ „sowie die Verteilung des Stoffes auf zwei Bände, dazu die ostentative Sonderstellung des Luthertums (entsprechend den Spengler’schen ‚Kulturen‘), die komplexe Gliederung des Ganzen mit Fragestellungen wie ‚Raum‘ und ‚Zeit‘ sowie die unglaubliche Materialdichte der Darstellung selbst“. Der „evangelische Ansatz“ als „Dynamis“ des Luthertums entspricht dem, was bei Spengler die „Seele“ der Kulturen ist.
Da nicht nur das Luthertum als kultur- oder kirchengeschichtliches Phänomen, sondern überhaupt christlicher Glaube im lutherischen Verständnis von dem von Elert herausgearbeiteten „evangelischen Ansatz“ geprägt ist, haben die entsprechenden Ausführungen in der „Morphologie des Luthertums“ nicht nur historischen, sondern zugleich systematisch-theologischen Charakter. An dieser Stelle zeigt sich, was schon früh als Charakteristikum von Elerts Arbeiten genannt wurde: Sie bewegen sich „auf einer Grenzlinie zwischen historischer und systematischer Theologie“ mit einer Neigung zur letzteren.

### Dogmengeschichte
Elert wandte sich nicht nur dem Luthertum, sondern vor allem in seinen späteren Jahren auch Fragen der altkirchlichen Dogmengeschichte zu. Sein Ziel war, die altkirchliche Theologie nicht im Sinne Adolf von Harnacks als Hellenisierung und damit Verfremdung des ursprünglichen Christentums, sondern als Bemühen um ein angemessenes Verständnis des biblischen Christuszeugnisses darzustellen. Dieses Projekt hatte ebenfalls nicht nur ein historisches, sondern ein aktuell-theologisches Anliegen. War Harnacks Grundverständnis der Dogmengeschichte unter anderem von der Vorstellung geleitet, dass das wahre Christentum undogmatisch sei, war Elert an der Notwendigkeit allgemein anzuerkennender Dogmen gelegen, auch für die theologische Auseinandersetzung der Gegenwart. Insofern lassen sich seine dogmengeschichtlichen Bemühungen als eine Rehabilitation des Dogmas aus systematisch-theologischer Notwendigkeit verstehen. Dass dieses Vorhaben in Einklang mit seinem Grundansatz steht, das Christentum nicht in Synthese, sondern in Diastase zum allgemeinen Denken zu sehen, wurde bereits in einem früheren Absatz gesagt.
Es ging Elert also um eine „Revision der klassischen Dogmengeschichte“. Sein Ausgangspunkt lag darin, dass „jeder Teilnehmer“ der altkirchlichen dogmatischen Diskussionen und Streitigkeiten „unter der Nötigung des von ihm vernommenen Gotteswortes“ stand; „es gibt keinen, der sich nicht darauf berufen hätte“. Daraus ergibt sich folgende Grundauffassung der Dogmengeschichte:
„Durch allen menschlichen Wirrwarr hindurch, läuft hier, ohne dass die Mitspieler es selbst zu übersehen vermögen, weil sie den angestrebten vorläufigen Endpunkt gar nicht kennen, ein Faden innerer Folgerichtigkeit, der alle unter dem Hören auf das Gotteswort bedeutsam gewordenen Augenblicke kontinuierlich verbindet.“
Der These einer hellenisierenden Überfremdung des Christentums in der altkirchlichen Dogmenentwicklung setzt Elert die Auffassung entgegen, dass das kirchliche Dogma sogar gegen den Einfluss griechischer Metaphysik auf die Theologie gerichtet war, die Dogmengeschichte demnach eher die Tendenz der Enthellenisierung aufweise:
„Wir glauben vielmehr, dass die Kirche mit ihrem Dogma gegen eine ihr wesensfremde Metaphysik gerade einen Wall aufgeworfen hat“.
Zwar bestreitet Elert nicht, dass es in der Alten Kirche Aufnahme griechischer Philosophie bei einigen Dogmatikern gab. Dogmatik ist aber noch nicht das allgemein anerkannte und anzuerkennende kirchliche Dogma, und Elert zeigt, dass etwa die von der griechischen Philosophie beeinflusste Logosspekulation, wie sie sich von Justin dem Märtyrer bis Origenes findet, nicht ins Dogma aufgenommen wurde, das Nicaenum hält sich etwa in seiner Rede vom Logos sachlich an den Prolog des Johannesevangeliums. Vor allem in der nachnicaenischen Epoche der Dogmengeschichte, als die Frage nach dem Verhältnis des präexistenten, in Christus inkarnierten Logos zu Gott dogmatisch beantwortet war, und sich die Diskussion auf die Frage nach dem Verhältnis von göttlicher und menschlicher Natur in Christus verlagerte, wurde nach Elert nicht philosophische Spekulation, sondern das Christusbild der Evangelien zum Movens der Dogmengeschichte. Damit wurde die spätere Dogmengeschichte mehr noch als die frühere zum Bemühen um das Verständnis des neutestamentlichen Zeugnisses von Christus:
„Das Auftreten des evangelischen Christusbildes in der nachnicaenischen Dialektik bedeutet den Anfang vom Ende der griechischen Metaphysik in der Theologie“.
Wegen seines überraschenden Todes konnte Elert keine zusammenhängende Dogmengeschichte mehr vorlegen. Eine Reihe von Vorarbeiten und Fragmenten wurde unter dem Titel „Der Ausgang der altkirchlichen Christologie“ aus dem Nachlass herausgegeben.

## Verhältnis zum Nationalsozialismus und Arierparagraphen
Höchst umstritten ist das Verhalten Elerts im Dritten Reich. Die Diskussion darüber sowie über den späteren Umgang der Erlanger Theologischen Fakultät mit diesem Teil ihrer Geschichte hat teilweise sogar die Tagespresse erreicht.
Elert verfasste 1933 mit seinem Erlanger Kollegen Paul Althaus das Gutachten der Erlanger Theologischen Fakultät zum Arierparagraphen in der Kirche („Theologisches Gutachten über die Zulassung von Christen jüdischer Herkunft zu den Ämtern der Deutschen Evangelischen Kirche“). In Analogie zum Reichsgesetz vom 7. April 1933 „zur Wiederherstellung des deutschen Berufsbeamtentums“, mit dem „Nichtarier“ aus dem Beamtenstand entfernt wurden, unterstützte das Erlanger Gutachten die Forderung nach der Fernhaltung von Christen jüdischer Abstammung aus kirchlichen Ämtern, hält aber gleichzeitig fest, dass ihre volle Gliedschaft in der DEK [= Deutschen Evangelischen Kirche] (…) dadurch nicht bestritten oder eingeschränkt werde. Dieses Urteil ergibt sich aus dem Postulat, dass die Inhaber eines kirchlichen Amtes demselben Volk angehören sollten wie die Gemeindeglieder; in Deutschland müssten sie also Deutsche sein. Ob dies allerdings für Juden zutrifft, sei eine Frage, die die Kirche nicht entscheiden könne, daher habe sie sich an der staatlichen Gesetzgebung zu orientieren.
Ebenso hat Elert den Ansbacher Ratschlag vom 11. Juni 1934 mitunterzeichnet, mit dem die Barmer Theologische Erklärung zurückgewiesen wurde. Gegenüber Barmen, die von der Offenbarungstheologie geprägt war, vertrat der Ratschlag die aus der Natürlichen Theologie hergeleitete Auffassung, dass sich Gott neben der Offenbarung in Christus auch in Familie, Volk und Rasse offenbare. Das Manifest wurde von führenden Mitgliedern der Deutschen Christen und des Nationalsozialistischen Evangelischen Pfarrerbundes unterzeichnet und erhielt sein theologisches Gewicht durch die Unterzeichnung von Elert und Althaus. Im Ansbacher Ratschlag heißt es: „Als glaubende Christen [danken] wir Gott dem Herrn, dass er unserem Volk in seiner Not den Führer als ‚frommen und getreuen Oberhirten‘ geschenkt hat und in der nationalsozialistischen Staatsordnung ‚gut Regiment‘, ein Regiment mit Zucht und Ehre bereiten will“. Nach den Erinnerungen Helmut Thielickes hat der Dekan Elert im Jahre 1935 anlässlich der Eröffnung eines neugegründeten Erlanger Studienhauses die Bewohner ermahnt, sie sollten sich „an Treue zum Führer von niemandem übertreffen lassen“.
Andererseits gilt: „Nationalsozialist war Elert unbeschadet anfänglicher Sympathien nicht; auch zu den Deutschen Christen wahrte er Distanz“. Er widerstand „der jahrelang an ihn herangetragenen Nötigung durch die Erlanger Universitätsspitze, als Dekan der Theologischen Fakultät entweder der NSDAP oder wenigstens der Glaubensbewegung ‚Deutsche Christen‘ (DC) beizutreten“. Auch soll er „politisch und rassisch inkriminierte Theologiestudenten“, deren Zahl er selbst mit 40–50 angab, „unter z. T. erheblichem persönlichen Risiko geschützt bzw. vor dem Zugriff der Gestapo bewahrt“ haben.
Dass Elerts Verhalten nicht aus ideologischer Zustimmung zum Nationalsozialismus resultierte, ergibt sich schon aus dem Gutachten zum Arierparagraphen. Wenn darin den Judenchristen zwar Zurückhaltung bei der Übernahme kirchlicher Ämter empfohlen wird, gleichzeitig aber die Möglichkeit voller Mitgliedschaft konvertierter Juden in der Deutschen Evangelischen Kirche nicht bestritten wird, ja das jüdische Volk sogar als das „in Erwählung und Fluch (…) heilsgeschichtliche Volk, das Volk Jesu und der Apostel nach dem Fleisch“ bezeichnet wird, so entspricht dies sicher nicht dem nationalsozialistischen Antisemitismus, der in den Juden eine minderwertige Rasse sieht.
Die Loyalität gegenüber dem nationalsozialistischen Regime und seinen Forderungen resultiert bei Elert vielmehr aus einer nationalkonservativen Grundhaltung einschließlich Sympathie für einen starken, geordneten Staat, die er wie viele andere auf die Führung des Dritten Reiches zu übertragen suchte. In enger Verbindung damit wird in den entsprechenden Verlautbarungen eine bestimmte Auffassung der lutherischen Tradition wirksam, die Offenbarung Gottes in Gesetz und Evangelium. So heißt es im Ansbacher Ratschlag: „Das Wort Gottes redet zu uns als Gesetz und Evangelium. (…) Das Evangelium ist die Botschaft von dem für unsere Sünden gestorbenen und um unserer Gerechtigkeit auferweckten Herrn Jesus Christus. Das Gesetz (…) begegnet uns in der Gesamtwirklichkeit unseres Lebens, wie sie durch die Offenbarung ins Licht gesetzt wird. Es bindet jeden an den Stand, in den er von Gott berufen ist, und verpflichtet uns auf die natürlichen Ordnungen, denen wir unterworfen sind wie Familie, Volk, Rasse (d. h. Blutzusammenhang)“.
Die Verfasser des Ansbacher Ratschlags erwarteten vom „Führer“, dass er das deutsche Volk aus seiner politischen und wirtschaftlichen Not befreit. Vor dem Hintergrund, dass der Staat und sein Regent, und sei es der „Führer“, als gottgegebene Ordnungen betrachtet wurden, wurde es als Christenpflicht betrachtet, an der Stärkung dieser Ordnungen mitzuwirken. In der konkreten Situation wurde dies als Loyalität zum nationalsozialistischen Staat verstanden. So heißt es nach der Bezeichnung des „Führers“ als gottgegebenen „frommen und guten Oberhirten“: „Wir wissen uns daher vor Gott verantwortlich zu dem Werk des Führers in unserem Beruf und Stand mitzuhelfen.“ Analog gilt für das Gutachten zum Arierparagraphen, dass es von der Übertragung des „im Gesetz uns bindende[n] Gotteswille[ns] auf die ‚natürlichen Ordnungen‘ von Volk und Rasse“ ausgeht und von daher „die Pflicht des deutschen Volkes, sich durch ‚Rechtsakte‘ gegen die Bedrohung seines Eigenlebens durch das emanzipierte Judentum zu schützen“ folgert.
Im Zweiten Weltkrieg verlor Elert beide Söhne. In einem Vortrag, den er am 6. Juni 1945, also nur knapp vier Wochen nach Ende des Krieges, vor der Erlanger Studentengemeinde hielt, deutete Elert den Tod seiner Söhne wie überhaupt die Erfahrungen des Krieges als „Heimsuchung“ Gottes, als Erfahrung des unfassbaren, richtenden Gottes, der die Sicherheit des Menschen zerschlagen will, um ihn für die Erfahrung des Evangeliums, der frohen Botschaft des Angenommenseins durch Christus, zu öffnen. Ein Stück aus diesem Vortrag, das Elerts zum Teil recht eigenwilligen Stil verdeutlicht, sei an dieser Stelle zitiert:
„Christus hat ja angekündigt, er werde in wunderlichen Verkleidungen kommen (Mt 25,40 ). Viele meiner Zuhörer haben nun erfahren, wie wunderlich das oft ist, wenn er uns ‚daheim sucht’. Er zielt immer genauer. Er trifft von einem Mal zum andern besser. Er hat sich das Haus, in dem du wohnst, genau gemerkt. Er kommt immer häufiger. Er scheint es geradezu zu lieben. Er kommt in der Gestalt des Briefträgers: Dein Sohn gefallen. Das nächste Mal begegnet er dir im Dunkeln auf der Treppe (es mußte ja bei uns immer und alles verdunkelt werden), wirft dich hinunter und du liegst dann mit zerbrochenen Knochen ein paar Monate im Streckverband. Dann wieder teilt er dir in der Gestalt des Ortsgruppenleiters mit: wieder ein Sohn … zufällig der letzte dieses Mal. (…) Der neutrale Theologe wird allerdings finden, solche privaten Angelegenheiten gehörten nicht in die wissenschaftliche Theologie. Er wird sogar denken, hier werde Pietismus getrieben. Aber es geht hier im Gegenteil um die reine Lehre. Solange du noch ein Heim hast, kannst du auch heimgesucht werden. Wenn du aber keins mehr hast, wo bleibt da die Heimsuchung? Da geht es dann erst recht um die Orthodoxie, nämlich um die reine Christologie. Heimsuchen? Sollte das am Ende heißen, dass er, wenn er heimsucht, selbst – ein – Heim sucht? Für sich selbst? Wohnungsuchen ist für uns heute wieder so eine rein persönliche Angelegenheit. Für ihn etwa auch? (Joh 14,23 )?“

## Würdigung
Unbestritten ist, dass Elert auf Grund seiner umfassenden theologischen wie historischen und kulturgeschichtlichen Bildung, für die schon das breite Spektrum seiner Studienfächer steht, ein Theologe von hohem Format war.
In dieser Hinsicht blieb ihm auch die Achtung von theologischen und persönlichen Gegnern nicht versagt. So empfahl beispielsweise Helmut Thielicke, der in seinen Erinnerungen die schwierige Persönlichkeit Elerts und sein problematisches Verhalten als Dekan während des Dritten Reiches nicht verschweigt, nach dem Zweiten Weltkrieg Studenten, die nach Erlangen wechseln wollten, bei Elert zu studieren.
In der Fachliteratur wird beispielsweise an Elerts Morphologie des Luthertums gerühmt, wie hier ein „schier unübersehbarer Stoff meisterlich gebündelt“ wird, worin sich seine „Souveränität des wissenschaftlichen Könnens“ zeige. An seinem dogmengeschichtlichen Ansatz wird gelobt, dass es ihm gelinge, „den Weg der altkirchlichen Christologie differenzierter nachzuzeichnen als es bisher geschehen ist“. Er konnte somit als weiterführend gelten.
In der Rezeption wird Elert aber vor allem auf Grund seines theologischen Ansatzes als Gegenspieler Karl Barths und der von ihm ausgehenden Richtung der dialektischen Theologie dargestellt. Dabei steht Elert zunächst theologiegeschichtlich durchaus am selben Ort wie Barth, dessen eigenständiges theologisches Wirken ja auch in die Epoche von Krise und Neubeginn nach dem Ersten Weltkrieg gehört.
Elerts oben zitierter Ansatz bei dem „Urerlebnis“, vor Gott nicht bestehen zu können, kann als Gegenposition zum romantisch-idealistischen Ansatz Friedrich Schleiermachers interpretiert werden, wonach Religion nicht mit dem Schrecken vor Gott beginnt, sondern als „Sinn und Geschmack für das Unendliche“ o. ä. aufgefasst wird. Diese Gegenposition teilt Elert durchaus „mit seiner ganzen theologischen Generation (…), zumal mit seinem radikalsten Antipoden Karl Barth“.
Gewisse Unterschiede zu Barth bestehen allerdings von Anfang an: Zum einen versteht der frühe Barth die Diastase zwischen Christentum und allgemeiner Kultur grundsätzlich, während Elert darin das Gebot der Stunde, aber keine grundsätzliche, immer gültige Verhältnisbestimmung sieht, zum anderen dürfte Elert im Unterschied zu Barth den Umbruch weniger stark erfahren haben, weil er nicht durch die Schule der liberalen Theologie gegangen war, sondern vielmehr in der mit den Namen Franz Hermann Reinhold von Frank und Ludwig Ihmels bezeichneten Erlanger Tradition steht.
Mit der von Barth ausgehenden „dialektischen Theologie“ hat Elert sich erst ab den dreißiger Jahren, ab der Zeit des Kirchenkampfes, auseinandergesetzt, und zwar ausschließlich kritisch. Dabei liegt das Zentrum des theologischen Gegensatzes darin, dass Elert von zwei Worten Gottes ausgeht, Gesetz und Evangelium, während Barth im Evangelium von Jesus Christus das eine gültige Wort Gottes sieht, dem das Gesetz eingeordnet ist. Elerts Mitwirkung an dem gegen die Barmer Theologische Erklärung gerichteten Ansbacher Ratschlag verdankt sich genau diesem Gegensatz: Die Schöpfungsordnungen, etwa die von Volk und Staat, dürfen nicht einfach als göttliche Setzung nivelliert werden, indem man – wie die maßgeblich von Barth formulierte Barmer Erklärung feststellt – allein Jesus Christus als Kundgabe Gottes gelten lässt. Barth hat dem unumkehrbaren Vorrang der Christusoffenbarung unter anderem in der im Jahre 1935 erstmals publizierten Schrift Evangelium und Gesetz (statt: Gesetz und Evangelium) Ausdruck verliehen.
Anhand der Auseinandersetzung um die Barmer Erklärung und zeigt sich aber auch schon ein Problem des elertschen Ansatzes: Die Annahme der außerevangelischen Setzungen Gottes trug zur anfänglichen Zustimmung zum nationalsozialistischen Regime bei. Der Ansbacher Ratschlag beruft sich ausdrücklich darauf, dass das Gesetz als Offenbarung Gottes neben dem Evangelium „in der Gesamtwirklichkeit unseres Lebens“ begegnet und folgert daraus die Loyalität zum „Führer“. Dagegen konnte Barth den Ansprüchen des neuen Regimes die alleinige Bezogenheit auf Christus entgegenstellen. Vor dem zeitgeschichtliche Hintergrund betraf die Auseinandersetzung um die Offenbarung in Gesetz und Evangelium als zwei Worten (Elert) bzw. Evangelium und Gesetz als einem Wort Gottes (Barth) also höchst aktuelle Fragen.
Andererseits lässt sich Elerts Ansatz, neben der Christusoffenbarung die davon zu unterscheidende Erfahrung Gottes im Gesetz zu beschreiben und dieser jegliche Schicksalserfahrung einzuordnen, als Stärke gegenüber Barths Ansatz verstehen: Indem Elert wie Luther davon ausgeht, „dass Gott in Natur und Geschichte, also auch meiner persönlichen Geschichte, als ‚Deus absconditus‘ (…) durchweg personal anwesend ist“ holt er „den gesamten, von Karl Barth dem atheistischen Niemandsland überlassenen Komplex des ‚theologisch Nicht-Integrierbaren‘ in die Theologie zurück“.
Wiederum kann es aber als Problem empfunden werden, wenn man jegliche Schicksalserfahrung als Erfahrung des verborgenen Gottes deutet, der die Menschen auf die Annahme des Evangeliums vorbereiten will. Es wäre aber verfehlt, darin eine objektive Lösung der Theodizeefrage zu sehen, da Elerts Theologie weniger abstrakt-systematisch als vom persönlichen Gotteserleben her konzipiert ist. Sie ist Erfahrungstheologie, „in aller Nüchternheit“ wurde sie „eine erlittene Theologie“ genannt. So hält Elert nicht als Lehrsatz, sondern als Gewissheit des christlichen Glaubens fest:
„Wer an Gott glaubt, weiß, dass er ihm überall begegnet, an jedem Ort, in jedem Ereignis. Wir haben wirklich allen Anlass (…) nicht nur anderen, sondern auch uns selbst beständig vor Augen zu halten, dass es kein Ereignis gibt, in dem er uns nicht begegnet“.
Dieses starke Verständnis der Allgegenwart Gottes ist „nicht bloß auf dem Papier“ nachvollziehbar, „sondern so, dass wir mit dieser Gegenwart so real zu leben haben, wie Elert selbst darin lebte“. In den Widersprüchlichkeiten eines in der Gewissheit der Allgegenwart Gottes geführten Lebens, das entgegen der allgemeinen Erfahrung vom Glauben an das Evangelium bestimmt ist, wird auch die Gefahr eines dualistischen, marcionitischen Zerreißens des Gottesbildes vermieden, auf das die Spannung von Gesetz und Evangelium bei einer abstrakten Betrachtung hinauslaufen könnte.
Ein weiteres Problem von Elerts Ansatz ist schließlich darin zu erkennen, dass er außerhalb des Evangeliums nur die Erfahrung Gottes im Gesetz thematisiert. Positive außerevangelische Erfahrungen von Schöpfung und Bewahrung kommen damit nicht in den Blick.

## Schriften
Eine ausführliche Bibliographie findet sich in:
- Friedrich Hübner und andere (Hrsg.): Gedenkschrift für D. Werner Elert. Beiträge zur historischen und systematischen Theologie; Berlin 1955 (mit Bibliographie)

### Monographien
- Rudolf Rocholls Philosophie der Geschichte; Erlangen 1910.
- Dogma, Ethos, Pathos. Dreierlei Christentum; Leipzig 1920
- Der Kampf um das Christentum. Geschichte der Beziehungen zwischen dem evangelischen Christentum in Deutschland und dem allgemeinen Denken seit Schleiermacher und Hegel; München 1921; Nachdruck Hildesheim 2005
- Morphologie des Luthertums;
  - Bd. 1: Theologie und Weltanschauung des Luthertums hauptsächlich im 16. und 17. Jahrhundert; München 1931 (19653)
  - Bd. 2: Soziallehren u. Sozialwirkungen des Luthertums; München 1932 (19653)
- Der christliche Glaube. Grundlinien der lutherischen Dogmatik; Berlin 1940 (Erlangen 19886, bearb. u. hrsg. v. Ernst Kinder)
- Das christliche Ethos. Grundlinien der lutherischen Ethik; Tübingen 1949 (Erlangen 19612 bearb. u. hrsg. v. Ernst Kinder)
- Abendmahl und Kirchengemeinschaft in der Alten Kirche hauptsächlich des Ostens; Berlin 1954
- Der Ausgang der altkirchlichen Christologie. Eine Untersuchung über Theodor von Pharan und seine Zeit als Einführung in die alte Dogmengeschichte; aus dem Nachlass hrsg. v. Wilhelm Maurer und Elisabeth Bergsträßer. Berlin 1957

### Aufsatzbände
- Zwischen Gnade und Ungnade. Abwandlungen des Themas Gesetz und Evangelium; München 1948
- Ein Lehrer der Kirche. Kirchlich-theologische Aufsätze und Vorträge von Werner Elert; hrsg. von Max Keller-Hüschemenger; Berlin 1967